# Canton de Bailleul-Sud-Ouest
Le canton de Bailleul-Sud-Ouest est une division administrative française, située dans le département du Nord et la région Nord-Pas-de-Calais. Supprimé par la réforme administrative de 2014, il est englobé dans le nouveau canton de Bailleul.

## Composition
Le canton de Bailleul-Sud-Ouest se compose d’une fraction de la commune de Bailleul et de cinq autres communes. Il compte 16 835 habitants (population municipale) au 1er janvier 2012.
| Nom                  | Code Insee | Intercommunalité   | Population (dernière pop. légale)              |
| -------------------- | ---------- | ------------------ | ---------------------------------------------- |
| Bailleul (chef-lieu) | 59043      | CA Cœur de Flandre | Fraction : 9 648(2012) Commune : 14 439 (2014) |
| Berthen              | 59073      | CA Cœur de Flandre | 522 (2014)                                     |
| Flêtre               | 59237      | CA Cœur de Flandre | 979 (2014)                                     |
| Merris               | 59399      | CA Cœur de Flandre | 1 041 (2014)                                   |
| Méteren              | 59401      | CA Cœur de Flandre | 2 198 (2014)                                   |
| Vieux-Berquin        | 59615      | CA Cœur de Flandre | 2 489 (2014)                                   |

## Histoire
Le canton est supprimé depuis la réforme administrative de 2014 : voir canton de Bailleul.
| Période             | Identité                                       | Parti              | Qualité |
| ------------------- | ---------------------------------------------- | ------------------ | --- |
| 1833-1848           | Louis Behaghel                                 | Droite Légitimiste | Propriétaire à Bailleul, Député du Nord (1842-1846 et 1849-1851), Conseiller général du Canton de Bailleul-Nord-Est (1833-1868)                                  |
| 1848-1888 (décès)   | Ignace Plichon                                 | Droite             | Avocat à Bailleul, Ministre des Travaux publics (1870), Député du Nord (1846-1848, 1863-1870, 1871-1888), Président du Conseil général du Nord (1874-1879)       |
| 1888-1919           | Jean Plichon (fils du précédent)               | Droite             | Député du Nord (1889-1920 et 1924-1936), Sénateur du Nord (1920-1924)                                                                                            |
| 1919-1940           | Paul Perrier                                   | Rad.ind.           | Conseiller municipal de Bailleul |
|                     |                                                |                    | |
| 1943-1945           | Joseph Degrendel (1880-1948)                   |                    | Professeur de mathématiques Adjoint au maire de Méteren Membre de la Commission administrative départementale (1940-1943) Nommé conseiller départemental en 1943 |
|                     |                                                |                    | |
| 1945-1964           | Ferdinand Cortyl (1887-1972)                   | DVD                | Industriel Maire de Bailleul (1947-1953) |
| 1964-1970 (décès)   | Albert Protin                                  | DVD                | Médecin, Maire de Vieux-Berquin (1945-1970) |
| 4 octobre 1970-1988 | Thérèse Protin-Becquaert (épouse du précédent) | RI puis UDF        | Maire de Vieux-Berquin (1970-1995) |
| 1988-2001           | Jean Delobel                                   | PS                 | Professeur de collège, Maire de Bailleul de 1977 à 2006 Député du Nord (1997-2007)                                                                               |
| 2001-2008           | Dominique Hallynck                             | UDF                | Ingénieur Maire de Saint-Jans-Cappel (1995-2014) |
| 2008-2015           | Michel Gilloen                                 | PS                 | Ancien responsable des services techniques, maire de Bailleul (2006-2014)                                                                                        |

### Conseillers d'arrondissement de 1833 à 1940
Le canton d'Hazebrouck sud-ouest appartenait à l'arrondissement d'Hazebrouck jusqu'à sa disparition en 1926.
| Période | Période | Identité                          | Étiquette   | Qualité |
| ------- | ------- | --------------------------------- | ----------- | --- |
| 1833    | 1848    | Benoit Joseph Cortyl (1790-1856)  |             | Propriétaire à Bailleul                                                                                     |
|         |         |                                   |             | |
|         | 1883    | Henri de Coussemaeker (1808-1887) |             | Notaire, conseiller municipal de Bailleul                                                                   |
| 1883    |         | M. Behaeghel                      | Droite      | |
|         |         |                                   |             | |
| 1895    | 1907    | Élie Van de Walle (1834-1912)     | Monarchiste | Licencié en droit, créateur du collège libre de Bailleul                                                    |
| 1907    | 1925    | André Biebuyck                    | Libéral     | Fabricant de toile, maire de Vieux-Berquin                                                                  |
| 1925    | 1940    | César Herreman                    | FR          | Agriculteur, maire de Méteren                                                                               |
| 1940    |         |                                   |             | Les conseils d'arrondissement ont été suspendus par la loi du 12 octobre 1940 et n'ont jamais été réactivés |

## Démographie
| 1962 | 1968 | 1975 | 1982 | 1990   | 1999   | 2006   | 2011   | 2012   |
| ---- | ---- | ---- | ---- | ------ | ------ | ------ | ------ | ------ |
| -    | -    | -    | -    | 15 034 | 15 660 | 15 573 | 16 740 | 16 835 |

### Pyramide des âges
Comparaison des pyramides des âges du Canton de Bailleul-Sud-Ouest et du département du Nord en 2006
| Hommes | Classe d’âge   | Femmes |
| ------ | -------------- | ------ |
| 0,3    | 90 ans et plus | 1      |
| 4,8    | 75 à 89 ans    | 7,9    |
| 10,2   | 60 à 74 ans    | 11,7   |
| 21,9   | 45 à 59 ans    | 21,5   |
| 22,3   | 30 à 44 ans    | 21,3   |
| 17,9   | 15 à 29 ans    | 16,4   |
| 22,4   | 0 à 14 ans     | 20,1   |

| Hommes | Classe d’âge   | Femmes |
| ------ | -------------- | ------ |
| 0,2    | 90 ans et plus | 0,8    |
| 4,3    | 75 à 89 ans    | 7,9    |
| 10,3   | 60 à 74 ans    | 11,9   |
| 19,7   | 45 à 59 ans    | 19,4   |
| 21,1   | 30 à 44 ans    | 20,1   |
| 22,6   | 15 à 29 ans    | 21     |
| 21,6   | 0 à 14 ans     | 19     |